# Treron chloropterus
El vinago de las Andamán (Treron chloropterus) es una especie de ave columbiforme de la familia Columbidae.

## Distribución
Es endémico de las islas Andamán y Nicobar, pertenecientes a la India.

## Estado de conservación
Está amenazada por la pérdida de hábitat y por su caza.